# Trigonomiminae
Trigonomiminae (лат.) —  подсемейство ктырей подотряда короткоусые. Реликтовая группа в составе семейства Asilidae.

## Описание
Мелкие и среднего размера хищные мухи, длина коренастого тела от 4,5 до 20 мм. Отличаются от представителей других подсемейств очень широкой и сплюснутой головой с относительно огромными глазами. Ариста усиков нитевидная, длинная. Яйцеклад без шипиков. Щупики 2-члениковые, усики 3-члениковые.
Брюшко короткое, широкое, обычно его длина менее 75 % от длины крыла.

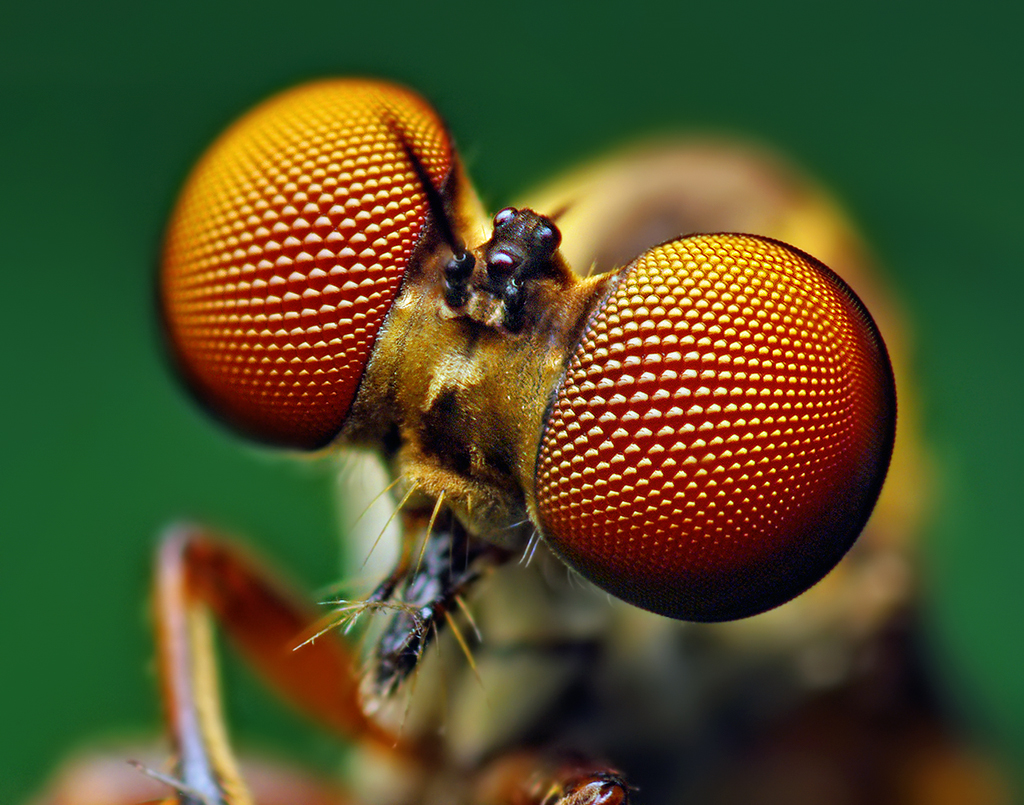
Глаза ктыря Holcocephala fusca
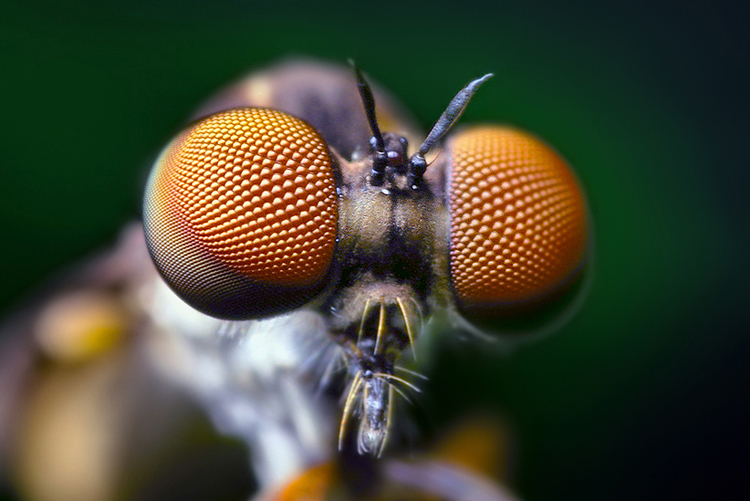

## Систематика
Около 160 видов (половина из них входит в состав крупнейшего рода подсемейства Damalis) и 12 родов (с синонимами 27 родовых таксонов). В Палеарктике 5 родов и 13 видов.
- Bromleyus  Hardy, 1944
- Damalina  Doleschall, 1858
- Damalis Fabricius, 1805
  - = Aireina  Frey, 1934
  - = Chalcidimorpha  Westwood, 1835
  - = Chalcidomorpha [of authors]
  - = Icariomima  Enderlein, 1914
  - = Lasiodamalis  Hermann, 1926
  - = Lophurodamalis  Hermann, 1926
  - = Protodamalis  Hull, 1962
  - = Xenomyza  Wiedemann, 1817
  - = Zygocolon  Hull, 1962
- Haplopogon  Engel, 1930
- Holcocephala  Jaennicke, 1867
  - =Arthriticopus  Enderlein, 1914
  - =Discocephala  Macquart, 1838
  - =Holocephala: [of authors]
  - =Helcocephala [of authors]
- Meliponomima  Artigas & Papavero, 1989
- Orrhodops  Hull, 1958
- Rhipidocephala  Hermann, 1926
  - =Margaritola  Hull, 1958
  - =Paroxynoton  Janssens, 1953
- Seabramyia  Carrera, 1960
- Tanatchivia  Hradsky, 1983
- Trigonomima  Enderlein, 1914